# Краснодар (городской округ)
Муниципа́льное образова́ние го́род Краснода́р — муниципальное образование со статусом городского округа в Краснодарском крае Российской Федерации.
Административный центр — город Краснодар.

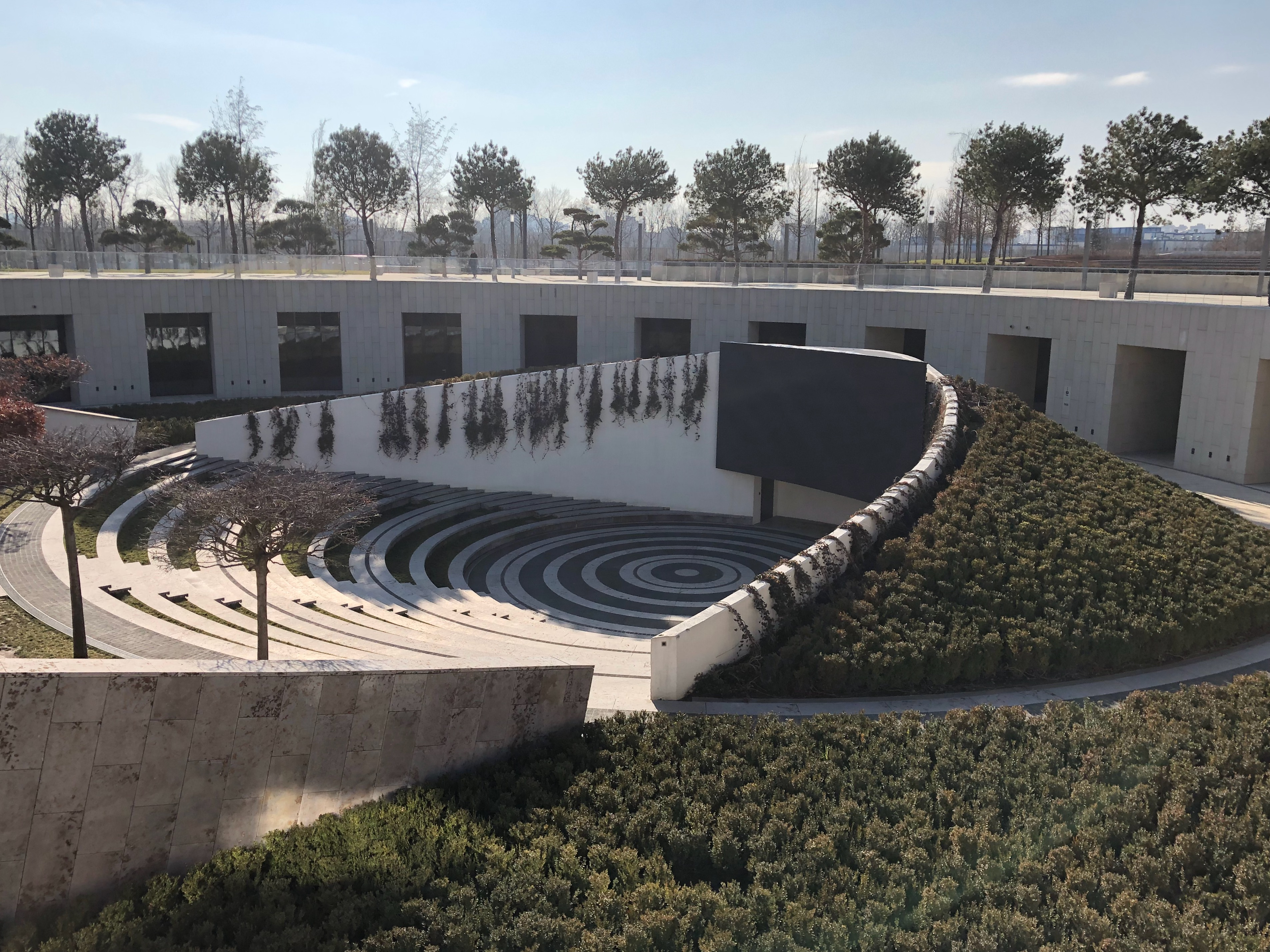
Парк «Краснодар»

Образовано на территории административно-территориальной единицы со статусом, соответствующим категории города краевого подчинения Краснодар.
Территория муниципального образования (административно-территориальной единицы) город Краснодар расположена в центральной части Краснодарского края на правом берегу реки Кубани, на юге граничит с Республикой Адыгея. Территория МО составляет — 841,36 км².
Муниципальное образование в городе Краснодаре впервые возникло в связи с принятием в 1995 году Федерального закона «Об общих принципах организации местного самоуправления в Российской Федерации». В 2004 году, в рамках реформы местного самоуправления в России, в связи с принятием нового Федерального закона «Об общих принципах организации местного самоуправления в Российской Федерации», муниципальное образование город Краснодар было наделено статусом городского округа.
Власть в городе представлена Администрацией муниципального образования город Краснодар и городской думой Краснодара. Муниципальное образование возглавляет глава — Евгений Михайлович Наумов, а городскую думу — Вера Фёдоровна Галушко.

## Население
| 2002     | 2010       | 2011       | 2012       | 2013       | 2014       | 2015       | 2016     | 2017     |
| -------- | ---------- | ---------- | ---------- | ---------- | ---------- | ---------- | -------- | -------- |
| 791 354  | ↗832 532   | ↗834 108   | ↗851 167   | ↗871 194   | ↗893 347   | ↗917 855   | ↗943 827 | ↗972 952 |
| 2018     | 2019       | 2020       | 2021       | 2023       | 2024       | 2025       |          |          |
| ↗990 203 | ↗1 007 964 | ↗1 022 028 | ↗1 204 878 | ↗1 226 226 | ↗1 243 839 | ↗1 262 725 |          |          |

Национальный состав
По итогам переписи населения 2020 года проживали следующие национальности (национальности менее 0,1 % и другое см. в сноске к строке «Другие»):
| Национальность | Численность, чел. | Доля     |
| -------------- | ----------------- | -------- |
| Русские        | 1 045 631         | 86,78 %  |
| Армяне         | 23 359            | 1,94 %   |
| Украинцы       | 6156              | 0,51 %   |
| Адыгейцы       | 3923              | 0,33 %   |
| Татары         | 2902              | 0,24 %   |
| Азербайджанцы  | 1818              | 0,15 %   |
| Грузины        | 1430              | 0,12 %   |
| Таджики        | 1248              | 0,10 %   |
| Другие         | 118 411           | 9,83 %   |
| Итого          | 1 204 878         | 100,00 % |

## Населённые пункты
В состав городского округа входят 30 населённых пунктов, в том числе город Краснодар и 29 подчинённых ему сельских населённых пунктов.
| №  | Населённый пункт                   | Тип     | Население  |
| -- | ---------------------------------- | ------- | ---------- |
| 1  | Белозёрный                         | посёлок | ↗5316      |
| 2  | Берёзовый                          | посёлок | ↗7605      |
| 3  | Восточный                          | хутор   | ↗56        |
| 4  | Дорожный                           | посёлок | ↗396       |
| 5  | Дружелюбный                        | посёлок | ↗380       |
| 6  | Елизаветинская                     | станица | ↘23 841    |
| 7  | Зеленопольский                     | посёлок | ↗771       |
| 8  | Знаменский                         | посёлок | ↗10 248    |
| 9  | Индустриальный                     | посёлок | ↘3963      |
| 10 | Колосистый                         | посёлок | ↗2080      |
| 11 | Копанской                          | хутор   | ↗1387      |
| 12 | Краснодар                          | город   | ↗1 154 885 |
| 13 | Краснодарский                      | посёлок | ↘681       |
| 14 | Краснолит                          | посёлок | ↘277       |
| 15 | Лазурный                           | посёлок | ↗6006      |
| 16 | Ленина                             | хутор   | ↗10 644    |
| 17 | Лорис                              | посёлок | ↘3442      |
| 18 | Новый                              | хутор   | ↗128       |
| 19 | Октябрьский                        | хутор   | ↗666       |
| 20 | отделения № 2 СКЗНИИСиВ            | посёлок | ↗2408      |
| 21 | отделения № 3 ОПХ КНИИСХ           | посёлок | ↗64        |
| 22 | отделения № 3 СКЗНИИСиВ            | посёлок | ↘333       |
| 23 | отделения № 4 совхоза «Пашковский» | посёлок | ↗410       |
| 24 | Плодородный                        | посёлок | ↗1079      |
| 25 | Победитель                         | посёлок | ↗409       |
| 26 | Пригородный                        | посёлок | ↗3302      |
| 27 | Разъезд                            | посёлок | ↗113       |
| 28 | Российский                         | посёлок | ↗6860      |
| 29 | Старокорсунская                    | станица | ↘11 889    |
| 30 | Черников                           | хутор   | ↗147       |

Город Краснодар как объект административно-территориального устройства Краснодарского края состоит из следующих административно-территориальных единиц: город (краевого подчинения) Краснодар, разделённый на 4 внутригородских (административных) округа, которым подчинены 5 сельских округов, включающих 29 сельских населённых пунктов.